# Arctiini
Arctiini su pleme tigrastog moljca u familiji Erebidae.

## Podplemena (bivša plemena)
Mnogi rodovi u plemenu su klasifikovani u sledeća podplemena, dok su ostali incertae sedis.
- Arctiina
- Callimorphina
- Ctenuchina
- Euchromiina
- Micrarctiina
- Nyctemerina
- Pericopina
- Phaegopterina
- Spilosomina
- Incertae sedis

### Neki značajni taksoni
- Eupseudosoma involuta (Sepp, 1855)
- Halysidota leda (Druce, 1880)
  - Halysidota leda leda
  - Halysidota leda enricoi Toulgoët, 1978
- Halysidota schausi Rothschild, 1909
- Hypercompe icasia (Cramer, 1777)
- Opharus bimaculata (Dewitz, 1877)
- Pachydota albiceps (Walker, 1856)
- Pseudamastus alsa (Druce, 1890)
  - Pseudamastus alsa alsa
  - Pseudamastus alsa lalannei Toulgoët, 1985
- Utetheisa ornatrix (Linnaeus, 1758)
- Utetheisa pulchella (Linnaeus, 1758)

## Literatura
- Savela, Markku. „Arctiinae Leach, [1815]”. Lepidoptera and Some Other Life Forms. Приступљено 16. 9. 2019.
- Dubatolov, V. V. (2010). "Tiger-moths of Eurasia (Lepidoptera, Arctiidae) (Nyctemerini by Rob de Vos & Vladimir V. Dubatolov)". Neue Entomologische Nachrichten. 65: 1-106.
- Edwards, E. D. (1996). "Arctiidae". Monographs on Australian Lepidoptera 4: 278-286, 368-370
- Ferguson, D. C. & Opler, P. A. (2006). "Checklist of the Arctiidae (Lepidoptera: Insecta) of the continental United States and Canada". Zootaxa 1299: 1-33.
- Goodger, D. T. & Watson, A. (1995). The afrotropical tiger-moths. An illustrated catalogue, with generic diagnosis and species distribution, of the afrotropical arctiinae (Lepidoptera: arctiidae). Apollo Books Aps.: Stenstrup, Denmark, 55 pp.
- Watson, A. (1971). "An illustrated Catalog of the Neotropic Arctiinae type in the United States National Museum (Lepidoptera: Arctiidae) Part 1". Smithsonian Contributions to Zoology. 50: 1-361.
- Watson, A. & Goodger, D. T. (1986). "Catalogue of the Neotropical Tiger-moths". Occasional Papers on Systematic Entomology. 1: 1-71.

## Spoljašnje veze
- „Arctiidae”. Catalogue of the Lepidoptera of the French Antilles. Приступљено 16. 9. 2019.